# Aéroport international de Missoula
L'aéroport international de Missoula code IATA : MSO • code OACI : KMSO • code FAA : MSO se situe à Missoula, dans le comté de Missoula, au Montana.